# Fulbert Youlou
Fulbert Youlou (Madibou, 9 de julho, de 1917 – Madri, 6 de maio de 1972) foi um padre, líder nacionalista e político do Congo-Brazavile. Tornou-se o primeiro presidente daquele país, forçado a deixar o governo por uma revolta, em 1963.

## Primeiros anos
Youlou nasceu na localidade de Madibou, actualmente o Distrito 8 de Brazavile. Sua família era de pessoas laaris, que é um subgrupo do grupo étnico dos congos. Entrou no Seminário Menor de Brazavile em 1929, indo posteriormente para o Seminário Maior de Iaundé, nos Camarões, para cursar filosofia. Ensinou por um tempo no Seminário de Mbamou e, em seguida, foi para Librevile, no Gabão, para cursar teologia. Foi ordenado sacerdote em 9 de junho de 1946. Foi pároco em Brazavile, acumulando a função de capelão do hospital e do presídio locais.

## Vida política

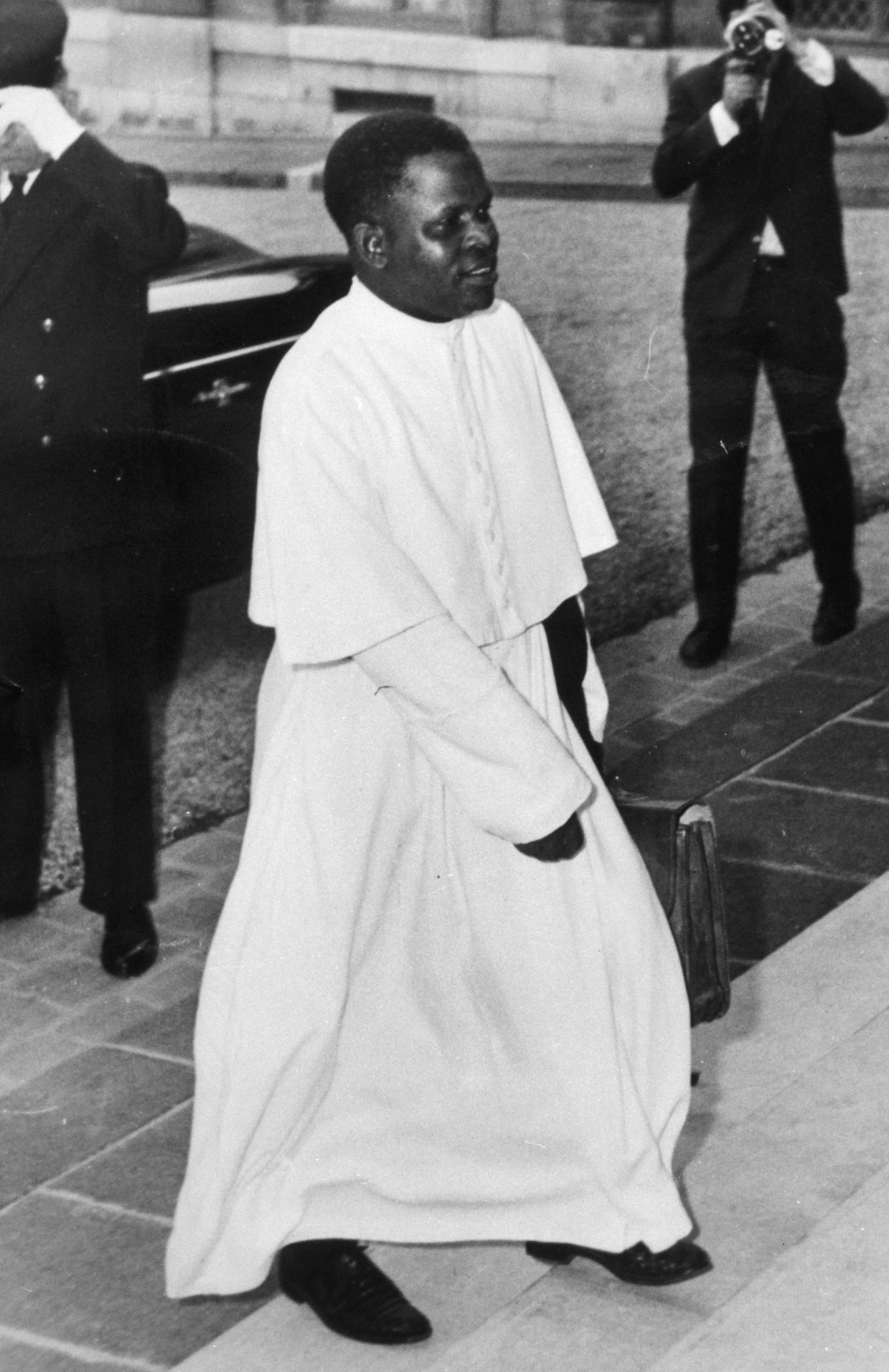
Fulbert em 1963.

Por causa de seu interesse pela política, se candidatando desde 1947 a cargos políticos, foi advertido várias vezes pela hierarquia da Igreja Católica. O estopim de sua crise com a Igreja foi em 1956, quando tentou um cargo na Assembleia Nacional Francesa. Suspenso pela Igreja, continuou usando a batina, contrariando o clero local. Isso o fortaleceu politicamente, pois foi visto pelos seus compatriotas como sendo uma vítima de discriminação, sendo a Igreja vista como manipulada por interesses europeus brancos. Fundou em 1956 a União Democrática pela Defesa dos Interesses Africanos (UDDIA).
Em 18 de novembro de 1956 foi eleito prefeito de Brazavile. Em maio de 1957, foi nomeado Ministro da Agricultura e deputado à Assembleia Legislativa provisória do Congo Francês pelo Primeiro-Ministro Jacques Opangault. O UDDIA finalmente conseguiu a maioria na Assembléia Legislativa do Congo Francês no ano seguinte. Opangault e Youlou clamaram uma maior autonomia política no Congo Francês, e o presidente francês Charles de Gaulle considerou a região a abandonar a Comunidade Francesa. Isso resultou na formação de um governo provisório chefiado por Youlou em 8 de dezembro de 1958.
O Congo-Brazavile conseguiu sua independência da França em 15 de agosto de 1960, e Youlou é confirmado como Presidente da República.

## Obras
- A arte negra ou as crenças na África central, sem data;
- O matsouanisme (1955);
- Diagnóstico e remédios. Rumo a uma fórmula eficaz para a construção de uma nova África (1956);
- África para os africanos (1960);
- Eu acuso a China (1966);
- Como salvar a África (1967).